# Гелиосфера

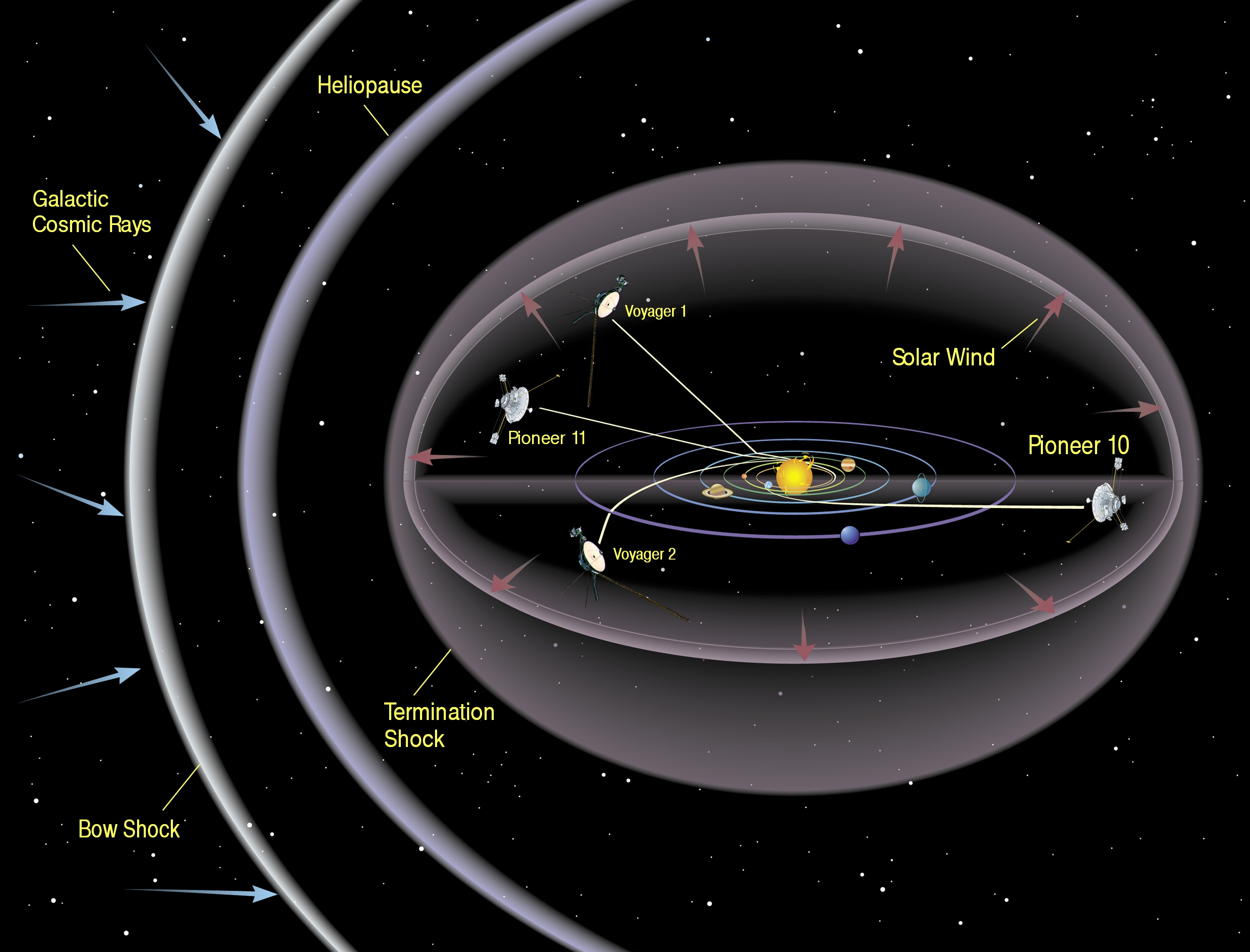
Компоненты гелиосферы

Гелиосфе́ра — область околосолнечного пространства, в которой плазма солнечного ветра движется относительно Солнца со сверхзвуковой скоростью. Извне гелиосфера ограничена бесстолкновительной ударной волной, возникающей в солнечном ветре из-за его взаимодействия с межзвёздной плазмой и межзвёздным магнитным полем.
Первые 10 млрд километров скорость солнечного ветра составляет около миллиона километров в час. По мере того, как он сталкивается с межзвёздной средой, происходит его торможение и смешение с ней. Граница, на которой происходит замедление солнечного ветра, носит название границы ударной волны; граница, вдоль которой уравновешивается давление солнечного ветра и межзвёздной среды, носит название гелиопаузы; граница, на которой происходит столкновение межзвёздной среды с набегающим солнечным ветром — головная ударная волна.
Понятие «гелиосфера» является частным примером более общего явления — астросферы (и в ближайшее время единственным доступным для исследования изнутри). Применительно к произвольным звёздам в англоязычной литературе также может использоваться синонимичный термин «пузырь звёздного ветра».

## Солнечный ветер
Солнечный ветер представляет собой поток частиц (ионизированных атомов солнечной короны) и полей, в частности, магнитных. По мере того как Солнце вращается, делая оборот за 27 суток, магнитное поле, переносимое солнечным ветром, принимает форму спирали. Земля при прохождении витков этой спирали взаимодействует с ней своим магнитным полем, что может приводить к магнитным бурям.
В марте 2005 года были опубликованы результаты измерений, произведённых SOHO. Они показали, что область пространства, заполненная солнечным ветром, не имеет точной осевой симметрии, а имеет слегка искажённую форму, скорее всего, под влиянием местного участка общегалактического магнитного поля.

## Структура

### Гелиосферный токовый слой

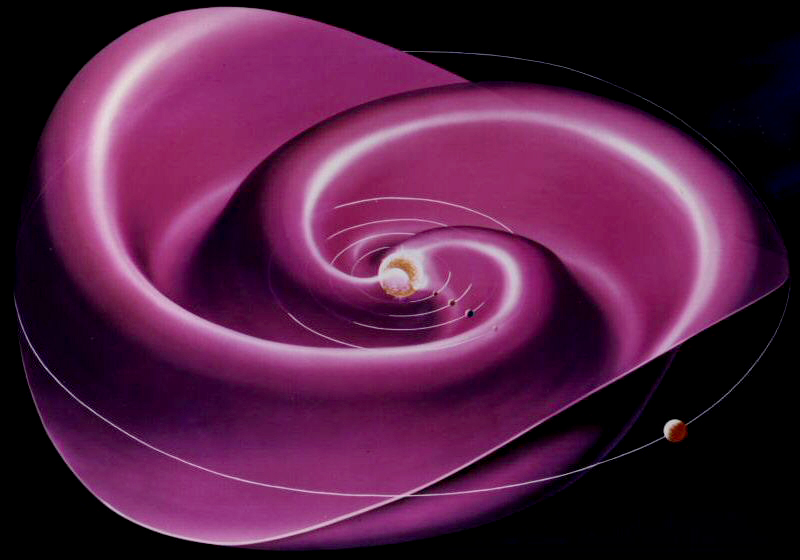
Гелиосферный токовый слой (показан до орбиты Юпитера)

Гелиосферный токовый слой представляет собой «рябь» в гелиосфере, которая создаётся магнитным полем Солнца, вращающимся и меняющим свою полярность. Токовый слой выходит за пределы гелиосферы и является самой масштабной структурой в Солнечной системе. Своей формой он напоминает многослойную юбку балерины.

### Внешняя структура

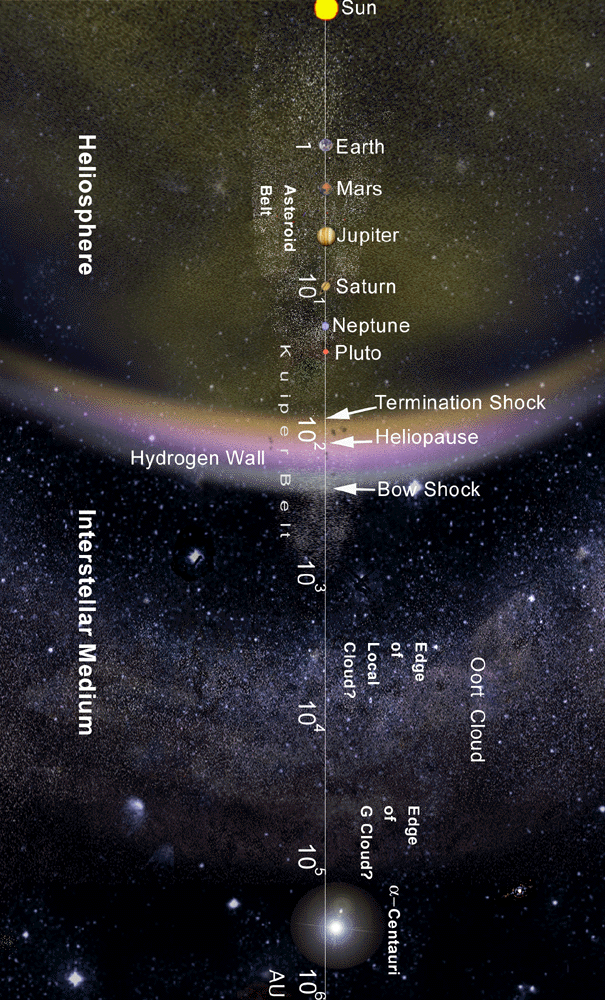
Солнечная система, гелиосфера, облако Оорта и Альфа Центавра, наложенные на логарифмическую шкалу

Внешняя структура гелиосферы определяется взаимодействием солнечного ветра с потоком частиц в межзвёздном пространстве. Потоки солнечного ветра движутся во все стороны от Солнца, вблизи Земли имея скорости в несколько сотен километров в секунду. На определённом расстоянии от Солнца, далеко за орбитой Нептуна, этот сверхзвуковой поток начинает снижать свою скорость. Это торможение происходит в несколько этапов:
- Солнечный ветер имеет сверхзвуковую скорость внутри Солнечной системы. На так называемой границе ударной волны происходит падение скорости солнечного ветра до звуковых значений.
- Потеряв сверхзвуковую скорость, солнечный ветер начинает взаимодействовать с окружающим межзвёздным веществом. Это взаимодействие между галактическим веществом и движущимся в нём Солнцем приводит к тому, что гелиосфера приобретает каплеобразную форму, вытянутую хвостом в сторону, противоположную направлению движения Солнца. Эта область пространства называется гелиосферной мантией (мантией Солнечной системы)
- Поверхность, которая ограничивает гелиосферную мантию и на которой происходит окончательное торможение солнечного ветра и смешение его с набегающим межзвёздным веществом, называют гелиопаузой. Она является границей всей гелиосферы.
- Движение Солнца в межзвёздной среде приводит к тому, что в окружающем межзвёздном пространстве происходят возмущения. Точно так же, как солнечный ветер на границе ударной волны теряет свою скорость, межзвёздный ветер, движущийся навстречу движению Солнца, изменяет свою скорость на аналогичной границе, называемой головной ударной волной. Она находится за пределами гелиосферы, и здесь происходит торможение не солнечного, а межзвёздного ветра.

## Граница ударной волны

Наглядная демонстрация границы ударной волны. Окружность, на которой поток воды теряет свою энергию и начинает резко замедляться, и есть граница ударной волны

Граница ударной волны — это поверхность внутри гелиосферы, на которой происходит резкое замедление солнечного ветра до звуковых скоростей (относительно скорости самого Солнца). Это происходит из-за того, что вещество солнечного ветра «наталкивается» на межзвёздное вещество. Полагают, что в нашей Солнечной системе граница ударной волны находится на расстоянии 75—90 а. e. (около 11—13,5 млрд км). В 2007 году «Вояджер-2» пересёк границу ударной волны. (Фактически он пересекал её пять раз из-за того, что граница непостоянна и меняет своё расстояние от Солнца в результате колебаний солнечной активности и количества испускаемого Солнцем вещества).
Ударная волна возникает потому, что частицы солнечного ветра движутся со скоростью около 400 км/с, в то время как скорость звука в межзвёздном пространстве составляет примерно 100 км/с (точное значение зависит от плотности и потому может меняться). Хотя межзвёздное вещество имеет очень малую плотность, оно всё-таки создаёт постоянное, хоть и незначительное, давление, которого на определённом расстоянии от Солнца становится достаточно, чтобы затормозить солнечный ветер до звуковых скоростей. В этом месте и возникает ударная волна.
Подобные границы ударных волн могут наблюдаться в земных условиях. Простейший пример можно видеть, наблюдая за поведением потока воды в раковине. Ударяясь о раковину, струя воды растекается во все стороны со скоростью, превышающей скорость распространения механических волн в воде. Формируется диск очень малой толщины из быстро растекающейся воды, который аналогичен сверхзвуковому потоку солнечного ветра. На краях этого диска образуется водяной вал, за которым вода течёт со скоростью, меньшей скорости распространения механических волн.
Свидетельства, представленные Эдом Стоуном на встрече Американского Геофизического союза в мае 2005 года, утверждают, что космический аппарат «Вояджер-1» пересёк границу ударной волны в декабре 2004 года, когда находился на расстоянии 94 а. e. от Солнца. Такой вывод был сделан по изменению показателей магнитного поля, получаемых с аппарата. Аппарат «Вояджер-2», в свою очередь, зафиксировал обратное движение частиц уже на расстоянии 76 а.е. в мае 2006 года. Это говорит о несколько несимметричной форме гелиосферы, северная половина которой больше южной.
Спутник Interstellar Boundary Explorer попытается собрать дополнительные данные о границе ударной волны.
За границей ударной волны находится гелиопауза, где происходит окончательное торможение солнечного ветра и смешивание его с межзвёздным веществом, а ещё дальше — головная ударная волна, при прохождении которой частицы межзвёздного ветра испытывают торможение, аналогичное торможению солнечного ветра.
В июне 2011 года было объявлено, что благодаря исследованиям «Вояджеров» стало известно, что магнитное поле на границе Солнечной системы имеет структуру, похожую на пену. Это происходит из-за того, что намагниченные материя и мелкие космические объекты образуют местные магнитные поля, которые можно сравнить с пузырями.

## Гелиосферная мантия

Диаграмма, изображающая положение «Вояджера-1» в гелиосферной мантии. В настоящее время «Вояджер-2» также находится в мантии.

Гелиосферная мантия — область гелиосферы за пределами ударной волны. В ней солнечный ветер тормозится, сжимается, и его движение приобретает турбулентный характер. Гелиосферная мантия начинается на расстоянии 80—100 а. e. от Солнца. Однако, в отличие от внутренней области гелиосферы, мантия не имеет сферической формы. Её форма скорее похожа на вытянутую кометную кому, простирающуюся в направлении, противоположном направлению движения Солнца. Толщина мантии со стороны набегающего межзвёздного ветра намного меньше, чем с противоположной. Текущая задача «Вояджеров» состоит в сборе данных о гелиосферной мантии.

## Гелиопауза

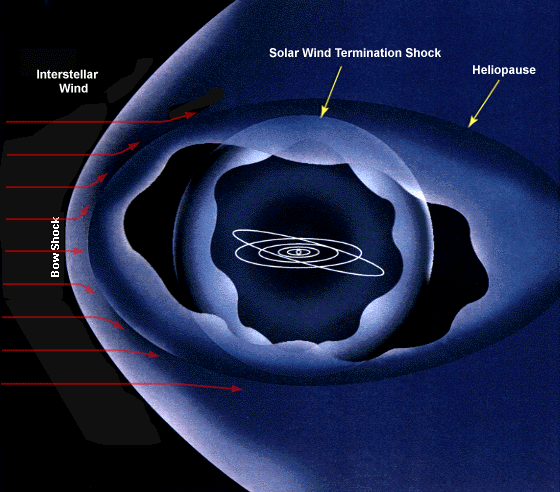
Гелиопауза — это граница между гелиосферой и межзвёздной средой. При приближении солнечного ветра к гелиопаузе скорость его резко уменьшается, приводя к формированию ударной волны.

Гелиопауза — теоретическая граница, на которой происходит окончательное торможение солнечного ветра. Его давление уже неспособно оттеснять межзвёздное вещество из Солнечной системы, и происходит перемешивание вещества солнечного ветра с межзвёздным.

### Гипотезы
Согласно одной из гипотез, между головной ударной волной и гелиопаузой существует область, заполненная горячим водородом, называемая водородной стеной. Эта стена содержит межзвёздное вещество, сжатое взаимодействием с гелиосферой. Когда частицы, испускаемые Солнцем, сталкиваются с частицами межзвёздного вещества, они теряют свою скорость, преобразовывая кинетическую энергию в тепловую, что приводит к формированию области нагретого газа.
В качестве альтернативы предлагается определение, что гелиопауза — это магнитопауза, граница, ограничивающая солнечную магнитосферу, за которой начинается общегалактическое магнитное поле.

### Данные наблюдений
В декабре 2011 аппарат «Вояджер-1» был примерно в 119 а. e. (17,8 млрд км) от Солнца и долетел до так называемого региона стагнации — последнего рубежа, отделяющего аппарат от межзвёздного пространства. Область стагнации представляет собой регион с довольно сильным магнитным полем (индукция резко возросла почти в два раза по сравнению с предыдущими значениями) — давление заряженных частиц со стороны межзвёздного пространства заставляет поле, создаваемое Солнцем, уплотняться. Кроме этого, аппарат зарегистрировал рост количества высокоэнергетических электронов (примерно в 100 раз), которые проникают в Солнечную систему из межзвёздного пространства.
В первой половине 2012 года «Вояджер-1» вышел на границу межзвёздного пространства. Датчики автоматической станции с января по начало июня зафиксировали рост уровня галактических космических лучей — высокоэнергетических заряженных частиц межзвёздного происхождения — на 25 %. Кроме того, датчики зонда зафиксировали резкое снижение количества заряженных частиц, исходящих от Солнца. Эти данные указали учёным, что «Вояджер-1» приближается к границе гелиосферы и вскоре выйдет в межзвёздное пространство.
В конце августа 2012 года датчики аппарата зафиксировали резкое снижение регистрируемых частиц солнечного ветра. В отличие от предыдущих подобных случаев, в этот раз тенденция к снижению сохранилась. В 2012 или 2013 году «Вояджер-1» вышел за пределы гелиосферы, в межзвёздное пространство.

## Головная ударная волна

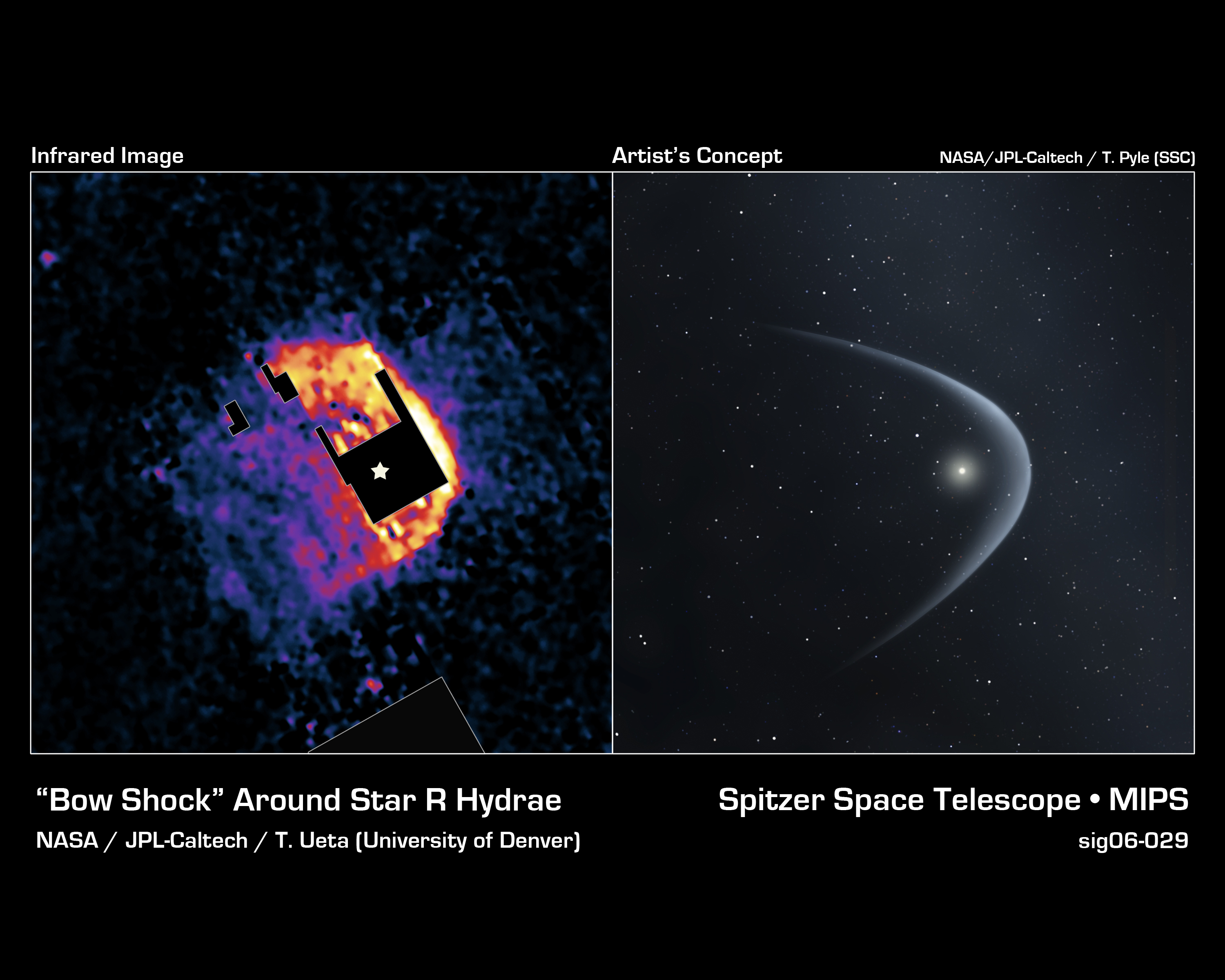
Снимок и художественное представление головной ударной волны, создаваемой звездой R Гидры.

Гипотеза утверждает, что Солнце также создаёт ударную волну при движении через межзвёздное вещество, как и звезда на снимке справа. Эта ударная волна имеет форму параболоида. Она подобна волне, возникающей на водной поверхности перед носом движущегося судна, и возникает по тем же самым причинам. Головная волна возникнет в случае, если межзвёздное вещество движется навстречу Солнцу со сверхзвуковой скоростью. «Ударяясь» о гелиосферу, межзвёздный ветер тормозится и формирует ударную волну, аналогичную волне, которая формируется внутри гелиосферы при торможении солнечного ветра. Специалисты NASA Роберт Немирофф (англ. Robert Nemiroff) и Джерри Боннелл (Jerry Bonnell) считают, что солнечная головная волна может существовать на расстоянии 230 а. e. от Солнца.
Ударной волны, однако, может вовсе не существовать — в исследовании, опубликованном на основе анализа данных зонда IBEX, утверждается, что скорость движения гелиосферы через межзвёздную среду недостаточно велика для этого (84 тыс. км/ч вместо ранее предполагавшихся 95 тыс.). Эти выводы подтверждаются и данными аппаратов «Вояджер».
Наблюдения орбитального телескопа GALEX показали, что у звезды Мира созвездия Кита есть похожий на кометную кому хвост из извергнутого звёздного вещества, а также чётко различимая головная ударная волна, находящаяся в направлении движения звезды через космос (на скорости 130 км/с).

## Изучение гелиосферы
Гелиосферу изучают Interstellar Boundary Explorer (IBEX) и «Вояджеры». В 2009 году на основе данных, полученных с помощью IBEX, открыли гигантскую полосу, опоясывающую кругом весь «пузырь» гелиосферы.